# استریت، سامرست
استریت (به انگلیسی: Street) یک روستا بزرگ در بریتانیا است که در شهرستان سامرست واقع شده‌است. استریت ۱۱٬۸۰۵ نفر جمعیت دارد.